# Стефан Чапкънов
Стефан Чапкънов е български диригент, композитор и фолклорист.
Роден е на 20 април 1938 година в Бургас. Завършва Българската държавна консерватория. През 1965 година основава Професионален фолклорен ансамбъл „Странджа“, който ръководи в продължение на повече от четири десетилетия. Автор е на няколко фолклористични монографии.
Стефан Чапкънов умира на 18 ноември 2020 година в Бургас.